# Francine D'Amour
Francine D'Amour, née le 6 novembre 1948 à Beauharnois au Québec, est une romancière québécoise.

## Biographie
Romancière et professeur, Francine D’Amour enseigne la littérature au Collège Montmorency à partir de 1976. Elle collabore occasionnellement à diverses revues littéraires, dont Art Le Sabord, Arcade, Les Écrits, Mœbius. Occasionnellement, elle fait aussi d’elle-même une «fille électrique» et participe aux soirées organisées par D. Kimm. 
Son roman, Les dimanches sont mortels (Guérin littérature, Montréal, 1987 — Le Félin, Paris, 1991 — Boréal Compact, Montréal, 2004), obtient le Grand Prix littéraire Guérin en 1987 ainsi que le prix Molson du roman décerné par l’Académie des lettres du Québec en 1988. Son second roman s’intitule Les Jardins de l’enfer (VLB Éditeur, Montréal, 1990 — Le Félin, Paris, 1991 — Éditions du club Québec-Loisirs, Montréal, 1991 — Boréal Compact, Montréal, 2005). Son troisième roman, Presque rien (Boréal, Montréal, 1996), est récompensé par le Prix Québec-Paris en 1997. Elle est aussi l’auteur d’un recueil de nouvelles, Écrire comme un chat (Boréal, Montréal, 1994). Son quatrième roman, Le Retour d’Afrique (Boréal, Montréal, 2004), figure parmi les œuvres en lice pour les éditions 2005 du Prix littéraire des collégiens, du Prix des libraires du Québec et du Prix du roman d’amour du Prince-Maurice. Ce roman est traduit en anglais par Wayne Grady et publié par les éditions Douglas MacIntyre en 2005.
Francine D’Amour est à plusieurs reprises invitée à présenter son œuvre lors de colloques, festivals, salons du livre qui se sont tenus tant au Québec qu’au Canada (Moncton, Toronto), aux États-Unis (Los Angeles, San Diego, Wichita), en France (Paris, Lyon, Brive-la-Gaillarde) et au Maroc (Casablanca). En mai et juillet 2005, elle est invitée à participer à des événements littéraires qui se sont déroulés à l’Île Maurice (Prix du roman d’amour du Prince-Maurice) et en France (Rencontres québécoises en Languedoc).

## Œuvres

### Romans
- 1987 - Les dimanches sont mortels
- 1992 - Les Jardins de l'enfer
- 1996 - Presque rien
- 2004 - Le Retour d'Afrique (d'après le film Le Retour d'Afrique)

### Recueils de nouvelles
- 1994 - Écrire comme un chat
- 2009 - Pour de vrai, pour de faux

## Distinctions et honneurs
- 1987 - Grand Prix littéraire Guérin, Les dimanches sont mortels
- 1988 - Prix Molson du roman, Les dimanches sont mortels
- 1996 - Prix Québec-Paris, Presque rien
- 2005 - Finaliste au Prix littéraire des collégiens, Le Retour d'Afrique[1].
- 2006 - Prix du Conseil des arts et des lettres du Québec en lien avec la Ville de Laval[2]